# All Little Devils
All Little Devils är det tredje studioalbumet med det norska black metal-bandet Dismal Euphony. Albumet gavs ut 1999 av skivbolaget Nuclear Blast.

## Låtlista
1. "Days of Sodom" (Kristoffer Vold Austrheim) – 5:23
2. "Rage of Fire" (Vold/Ole Helgesen) – 3:45
3. "Victory" (Helgesen/Vold) – 4:31
4. "All Little Devils" (Helgesen) – 4:12
5. "Lunatic" (Helgesen/Vold) – 4:19
6. "Psycho Path" (Vold/Helgesen) – 4:03
7. "Shine for Me, Misery" (Vold) – 6:21
8. "Scenario" (Vold) – 4:12
9. "Dead Words" (instrumental) (Vold/Waldemar Sorychta) – 2:17

## Medverkande
Musiker (Dismal Euphony-medlemmar)
- Ole Helgesen – sång, basgitarr
- Kristoffer Vold Austrheim – trummor
- Anja Natasha – sång
- Frode Clausen – gitarr

Bidragande musiker
- Waldemar Sorychta – keyboard, gitarr

Produktion
- Waldemar Sorychta – producent, ljudtekniker, ljudmix
- Siggi Bemm – ljudtekniker, mastering
- Waldemar Ewerhard – omslagsdesign, omslagskonst
- Petter Hegre – foto
- Vibeke Tveiten – logo